# رقویی پایین
رقویی پایین یک روستا در ایران است که در دهستان باقران شهرستان بیرجند واقع شده‌است. رقویی پایین ۸ نفر جمعیت دارد.